# Saint-Bonnet-la-Rivière
Saint-Bonnet-la-Rivière ist eine Gemeinde in Frankreich. Sie gehört zur Region Nouvelle-Aquitaine, zum Département Corrèze, zum Arrondissement Brive-la-Gaillarde und zum Kanton L’Yssandonnais. 

## Geografie und Infrastruktur
Die Gemeinde im Bereich des Zentralmassivs grenzt im Norden an Lascaux, im Nordosten an Vignols, im Südosten an Saint-Cyr-la-Roche, im Süden an Vars-sur-Roseix und Saint-Cyprien, im Südwesten an Ayen und Rosiers-de-Juillac sowie im Nordwesten an Chabrignac. An der südwestlichen Gemeindegrenze verläuft das Flüsschen Roseix, der Hauptort liegt an seinem Zufluss Ruisseau du Mayne.
Die vormalige Route nationale 701 führt über Saint-Bonnet-la-Rivière. Sie wurde zur Départementsstraße D2701 zurückgestuft.

## Bevölkerungsentwicklung
| Jahr      | 1962 | 1968 | 1975 | 1982 | 1990 | 1999 | 2008 | 2012 |
| --------- | ---- | ---- | ---- | ---- | ---- | ---- | ---- | ---- |
| Einwohner | 454  | 418  | 367  | 334  | 327  | 305  | 348  | 375  |